# 数字情种
《数字情种：埃尔德什传》（英語：The Man Who Loved Only Numbers: The Story of Paul Erdos and the Search for Mathematical Truth）是一本由美国作家保罗·霍夫曼创作的匈牙利数学家埃尔德什·帕尔传记，获得1999年的英国皇家学会科学图书奖。